# 脚撑

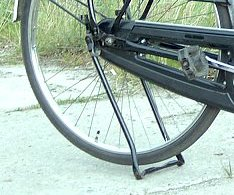
自行车上的脚撑

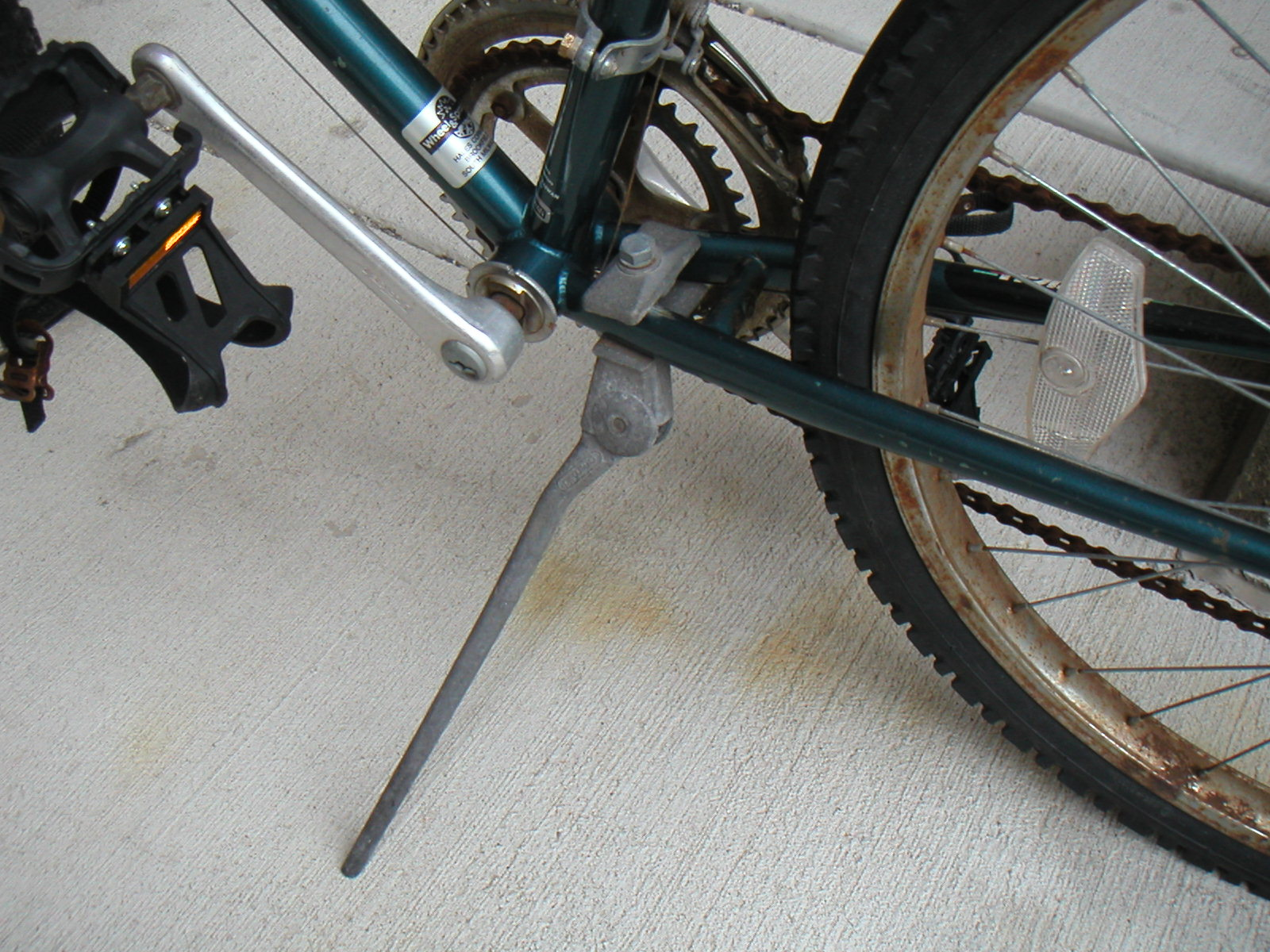
脚撑

脚撑是安裝在自行車或摩托車上的一种零部件，它可以使自行車或摩托車不依靠其他物体或人的幫助下保持直立。脚撑通常由金属製成，可以从自行车车架上翻下来并与地面接触。它通常位于自行车的中部或后部。一些旅行自行车通常有两个支架：一个在后部，另一个在前部。

## 历史
已知最早的脚撑是由阿爾貝·貝呂耶（Albert Berruyer）于1869年设计，之後脚撑經歷多次改進。